# Vanessa Kara
Vanessa Michelle Kara González (Burlington, Nueva Jersey, 27 de noviembre de 1996) es una futbolista profesional que juega como delantera. Nacida en Estados Unidos, representa a la selección femenina de fútbol de República Dominicana.

## Biografía
Nacida en Burlington, Nueva Jersey, de madre dominicana, Kara comenzó a jugar al fútbol en el Bridle Club de su ciudad natal, junto a sus hermanos. Pronto se unió al PDA Fusion, parte de la Players Development Academy. Durante su trayectoria en el club y en su escuela secundaria, Moorestown Friends School, Kara sufrió dos roturas de ligamento cruzado anterior en ambas rodillas. En su último año de secundaria, Kara se comprometió a jugar para los Drexel Dragons de la Universidad de Drexel.
En su primera temporada con los Drexel Dragons, marcó un récord del equipo con 11 goles en 18 partidos y fue nombrada Novata del Año de la CAA en 2015. En su segundo año, Kara anotó 6 goles y contribuyó con 5 asistencias, lo que le valió un lugar en el Primer Equipo All-CAA. Durante su última temporada con los Dragons, anotó 5 goles. Antes de los playoffs de 2017, Kara sufrió nuevamente una rotura de ligamento cruzado anterior y tuvo que redshirt en lo que habría sido su último año.
En 2019, Kara dejó la Universidad de Drexel y se unió a los Florida Gators de la Universidad de Florida. Uno de sus entrenadores anteriores la recomendó a Becky Burleigh, entrenadora principal de los Gators. Durante su única temporada con los Florida Gators, Kara anotó 10 goles, liderando al equipo y ocupando el quinto lugar en la Conferencia del Sureste.

## Carrera
El 16 de enero de 2020, Kara fue elegible para el Draft universitario de la NWSL, pero no fue seleccionada. Al día siguiente del draft, recibió una llamada del entrenador del North Carolina Courage, Paul Riley, para unirse al equipo durante la pretemporada. Más tarde ese mismo año, Kara se unió al TiPS, un club de la Kansallinen Liiga. Debutó con el equipo el 22 de agosto de 2020 contra Åland United, comenzando como titular en una derrota por 3-0. Posteriormente, el 5 de septiembre, anotó su primer gol contra el PK-35, marcando el único tanto en una victoria por 1-0.

### Racing Louisville
El 5 de abril de 2021, tras entrenar con ellos durante la pretemporada, Kara regresó a Estados Unidos y se unió al Racing Louisville, club de la National Women's Soccer League. Debutó profesionalmente con el equipo el 15 de abril de 2021 en la NWSL Challenge Cup contra el Washington Spirit, entrando como suplente en el minuto 89 en una derrota por 1-0.

### Internacional
Kara debutó con la selección absoluta de la República Dominicana el 22 de octubre de 2021, como titular en una victoria amistosa en casa por 3-0 contra Bolivia. Durante el partido, marcó un doblete y asistió en el otro gol.